# Willie Tee
Willie Tee (New Orleans, 1944. február 6. – New Orleans, 2007. szeptember 11.) amerikai rhythm and blues zenész; billentyűs, énekes, dalszerző. A New Orleans-i R & B, funk és soul úttörője.

## Pályakép
Lafayette-ben született, New Orleans francia negyedében. Francia együttesben kezdett muzsikálni egy kölcsöngitáron, csatlakozván a Judice School Bandhez. Szaxofonozni szeretett volna, de ahhoz nem jutott hozzá. Az első profi koncertje a lafayette-i St. Anthony Hallban volt. Ott 1,25 dollárt keresett (25 cent volt a belépődíj). 1958-ban született meg első zenekara, a Willie & the Jokers. Az első kislemezből több, mint 11 000 példány fogyott el (They Played Our Song Last Night). A zenekar végleges neve Kenny And The Jokers lett, és Willie Tee haláláig működött.
Az 1960-as évek végén a Willie Tee & the Souls a harlemi Apollo Színháztól a Bourbon Street-i Ivanhoe-ig mindenütt játszott.
Miután 1968-ban meghallgatta a zenekart az Ivanhoe-ban, Cannonball Adderley arra biztatta Tee-t, hogy vegyen fel egy instrumentális albumot. Az album soha nem jelent meg, de a mesterlemezeket megtalálták a Capitol Records egyik raktárában.

## Díjai, elismerései
- Louisiana Music Hall of Fame(wd)[3]

## Lemezei
- 1976 – Anticipation (United Artists)
- 1994 – The Gaturs featuring Willie Tee / Wasted (Funky Delicacies)
- 2002 – Back in Time (BK)
- 2002 – Teasin You (Night Train)

## Érdekesség
Cannonball Adderley 1968-ban meghallgatta Willie Tee együttesét és arra bátorította Tee-t, hogy vegyen fel egy lemezt. Ez az album soha nem jelent meg, de a mesterszalagokat a közelmúltban megtalálták a Capitol Records bolthálózatában.